# Comunità montana Partenio - Vallo di Lauro
La Comunità montana Partenio - Vallo di Lauro è una comunità montana che comprende alcuni comuni delle province di Avellino, Benevento e Napoli. La sua sede è a Pietrastornina.
L'ente si forma nel 2009 a seguito dell'entrata in vigore del piano di riorganizzazione delle comunità montane approvato dalla Regione Campania, in particolare dall'accorpamento della Comunità montana del Partenio con quella del Baianese - Vallo di Lauro, nonché dalla soppressione della Comunità montana Montedonico-Tribucco.
Attualmente ne fanno parte 24 comuni.
Appartenevano alla Comunità montana del Partenio:
- Cervinara;
- Mercogliano;
- Montefusco;
- Ospedaletto d'Alpinolo;
- Pannarano
- Pietrastornina;
- Rotondi;
- San Martino Valle Caudina;
- Sant'Angelo a Scala;
- Santa Paolina;
- Summonte;
- Torrioni.

Appartenevano alla Comunità montana Vallo di Lauro e Baianese:
- Avella;
- Baiano;
- Lauro;
- Moschiano;
- Mugnano del Cardinale;
- Quadrelle;
- Quindici;
- Sirignano.
- Taurano.

Appartenevano alla Comunità montana Montedonico-Tribucco:
- Roccarainola;
- Visciano.

Apparteneva alla Comunità montana Serinese Solofrana:
- Monteforte Irpino.

Apparteneva alla Comunità montana del Taburno:
- Pannarano.